# باركلي وايت
باركلي وايت (بالإنجليزية: Barclay White)‏ هو نَسَّاب ومؤرخ أمريكي، ولد في 4 أبريل 1821 في فيلادلفيا في الولايات المتحدة، وتوفي في 23 نوفمبر 1906 في ماونت هولي ‏ في الولايات المتحدة.